# Beijing Exhibition Center
Il Beijing Exhibition Center (cinese semplificato: 北京展览馆; cinese tradizionale: 北京展覽館; pinyin: Běijīng Zhǎnlǎnguǎn) è un complesso edilizio utilizzato per congressi e mostre situato a Pechino, in Cina. 
L'edificio, che è stato costruito nel 1954 in classicismo socialista, rappresenta insieme al omologo di Shanghai una delle massime espressioni di questo stile architettonico, nonché un esempio dell'influenza russa nell'architettura cinese 
caratterizzato da un design simmetrico che ha in seguito condizionato l'estetica dell'architettura cinese fino a fine secolo.
Al suo interno ospita tre grandi sale espositive e musei; inoltre dispone di un teatro con 1000 posti a sedere e ospita anche il Moscow Restaurant, uno dei primi ristoranti occidentali in Cina.